# Chlor-fluorované uhlovodíky

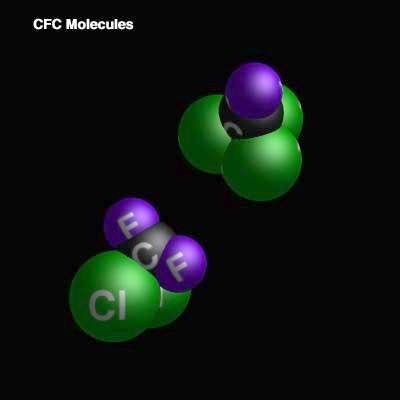
Molekuly freonů

Chlor-fluorované uhlovodíky (známy též pod anglickou zkratkou CFC z chlorofluorocarbon) jsou halogenderiváty uhlovodíků obsahujících atomy fluoru nebo chloru. Jejich nejznámější podskupinou jsou freony.

## Vlastnosti
Chlorfluorované uhlovodíky jsou netoxické a stabilní. Nehoří, naopak se používaly jako hasicí médium. Nezpůsobují korozi a jsou vysoce inertní. CFC tvoří rozpouštědla pro čištění kovů. Některé CFC jsou těkavé – vypařují se a při pokojových teplotách opět kondenzují. Jsou dobrými tepelnými izolanty, protože mají nízkou tepelnou vodivost. Navíc, jejich příprava nebo výroba byla poměrně levná.

## Využití
- Chlor-fluorované uhlovodíky se využívaly jako tepelné izolanty ve stěnách (napuštěné do plastické pěny) nebo nádobách pro horké nápoje nebo pokrmy (termosky apod.).
- Základ rozpouštědel kovů používaných od elektroniky přes nýty pro konstrukci letadel až po těžké strojírenství.
- Ty CFC, které snadno kondenzují, se využívaly jako chladicí médium do chladniček, mrazniček a klimatizací (označení freony je obchodní název těchto chlor-fluorovaných uhlovodíků, který je s CFC často chybně ztotožňován).

Mezi nejrozšířenější chlor-fluorované uhlovodíky patřily CFC-11 (trichlorfluormethan) a CFC-12 (dichlordifluormethan). Nicméně i přes Montrealský protokol emise CFC-11 pokračují.

## Některé chlor-fluorované uhlovodíky
| Jméno sloučeniny | Chemické složení | Potenciál ničení ozónu | Použití | Světová produkce v roce 1985 (t) | Jak dlouho zůstává v atmosféře (roky) |
| ---------------- | ---------------- | ---------------------- | --- | -------------------------------- | ------------------------------------- |
| CFC-011          | CFCl3            | 1,0                    | chlazení, aerosoly, pěny                                                                                           | 298 000                          | 65-75                                 |
| CFC-012          | CF2Cl2           | 0,9-1,0                | chlazení, aerosoly, pěny, sterilizace, mražení potravin, detektory tepla, poplašná zařízení, kosmetika, kompresory | 438 000                          | 100-140                               |
| CFC-013          | CF3Cl            | 1,0                    | chlazení, klimatizace                                                                                              |                                  |                                       |
| CFC-113a         | CCl3CF3          | 0,8-0,9                | rozpouštědla a kosmetika                                                                                           | 138 000                          | 100-134                               |
| CFC-114          | CClF2CClF2       | 0,7-1,0                | chlazení |                                  | 300                                   |
| CFC-115          | CClF2CF3         | 0,4-0,6                | chlazení, stabilizátor obalové drtě                                                                                |                                  | 500                                   |
| HCFC-22          | CHClF2           | 0,05                   | chlazení, aerosoly, pěny, hašení ohně                                                                              | 81 200                           | 16-20                                 |
| Halon 1301       | CBrF3            | 10-13,2                | hašení ohně | 2600                             | 110                                   |
| Halon 1211       | CClBrF2          | 2,2-3,0                | hašení ohně | 2600                             | 110                                   |
| trichlorethan    | CH3CCl3          | 0,15                   | rozpouštědlo | 500 000                          | 5,5-10                                |
| tetrachlormetan  | CCl4             | 1,2                    | rozpouštědlo | 71 200                           | 50-69                                 |